# Альмагор, Гила

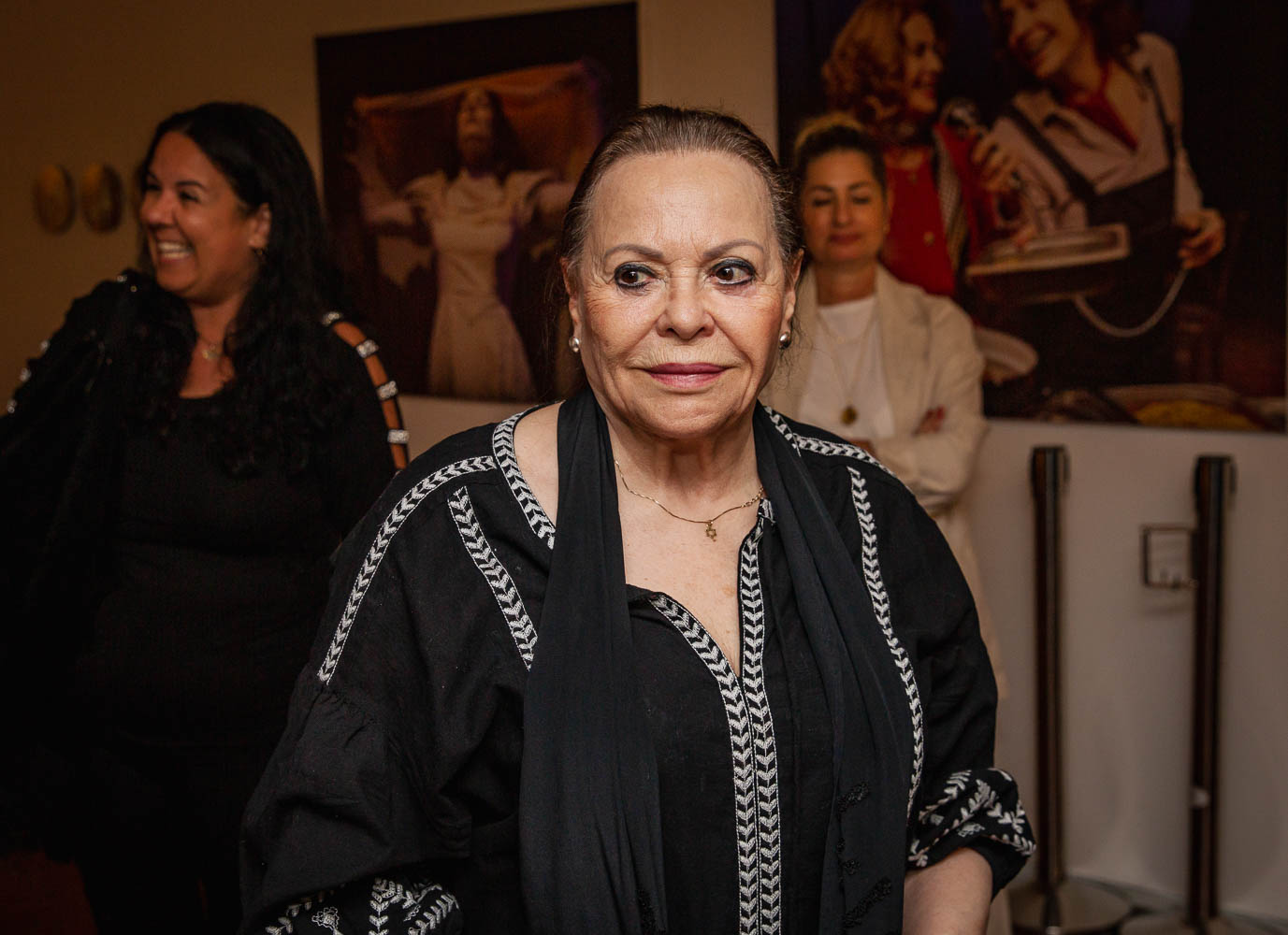
Гила Альмагор. 2022. Театра Габима

Гила Альмагор (ивр. גילה אלמגור‎; род. 22 июля 1939) — израильская актриса театра и кино, писательница, сценаристка, продюсер. Имя при рождении: Гила Александрович.

## Биография
Гила Альмагор родилась в Петах-Тикве (Британская Палестина) в семье репатрианта из Германии Макса Александровича через четыре месяца после того, как её отец погиб от руки арабского снайпера, работая полицейским в Хайфе. Её мать Генья воспитывала её одна, и к тому времени, как Гиле исполнилось четырнадцать, у неё диагностировали психическое заболевание на почве того, что все её родственники в Германии погибли во время Холокоста. В 1954 году её мать госпитализировали, а Гилу отправили в интернат в поселении Хадасим.
Через два года Гила перебралась в Тель-Авив, где снимала квартиру около театра Габима и посещала актёрскую школу. Её приняли несмотря на слишком юный возраст. В возрасте семнадцати лет Гила Альмагор начала играть в театре Габима, после того, как удачно сдала вступительный экзамен. Первый её спектакль назывался «Кожа наших зубов». В 1960 году снялась в своём первом художественном фильме, который назывался «Горячие пески». В 1963 году уехала в Америку учиться в Институте театра и кино Ли Страсберга. Одновременно изучала актёрское мастерство у Уты Хаген в студии HB и современный балет у Анны Соколовой. В 1965 году вернулась в Израиль и начала играть в театре «Камери». Через год ушла из театра и стала сотрудничать с другими театрами страны. Написала две автобиографические книги, обе были экранизированы, в обеих экранизациях Гила Альмагор сыграла собственную мать.
Замужем за Яаковом Агмоном, бывшим директором Габимы. Имеет двух детей.

## Творчество
Гила Альмагор сыграла ведущие роли во многих спектаклях, снялась в более чем сорока фильмах, большинство из которых израильские. Среди крупных ранних достижений — главные роли в фильмах «Королева дороги», «Жизнь по Агфе», «Дом на улице Шлуш». Снялась в фильме Стивена Спилберга «Мюнхен», где играла мать Авнера. Фильм «Под тутовым деревом», в котором она не только играла, но его и продюсировала, представлял Израиль на Каннском фестивале и показывался на многих фестивалях мира. Снялась в израильском фильме 2007 года «Долг» (ахов), на его основе впоследствии был поставлен фильм «Расплата» Джона Мэддена.

## Награды
Гила Альмагор всего имеет около 50 наград.
Получила 10 наград Кинор Давид за работу в театре и кино.
В 1993 году была членом жюри 18-го Московского кинофестиваля. В 1996 была членом жюри 46-го международного кинофестиваля.
В 1990 году была выбрана актрисой десятилетия газетой «Едиот Ахронот» и институтом кино Израиля.
В 2004 награждена Государственной Премией Израиля в области кино.
В 2009 году Университет имени Бен-Гуриона и Тель-Авивский университет сделали её почетным доктором.